# دویته
دویته (به لهستانی:  Dywity) یک روستا در لهستان است که در گمینا دویته واقع شده‌است. دویته ۲٬۳۰۰ نفر جمعیت دارد.